# جون كوسغروف (سياسي)
جون كوسغروف هو محامي وسياسي أمريكي، ولد في 12 سبتمبر 1839 في ألكساندريا في الولايات المتحدة، وتوفي في 15 أغسطس 1925. نشط حزبياً في الحزب الديمقراطي. وقد انتخب عضو مجلس النواب الأمريكي ‏.